# محمد عثمان أبو عمرين
الشريف محمد بن عثمان بن فاخر ابوعمرين هو أحد الأشراف الفواخر والذي يرجع نسبه إلى الأشراف السليمانيين كان من كبار الأشراف في إمارة الشريف حسين بن علي على مكة المكرمة وصاحب نفوذ وقد نجا من معركة تربة بإعجوبة والتي كانت بقيادة الأمير عبد الله بن الحسين بتاريخ 25 مايو 1919م - 26 شعبان 1337هـ .

## نشأته
ولد الشريف محمد بن عثمان سنة (1289هـ - 1873م) في قرية الزيمة وكانت طفولته في كنف أبيه عثمان أمير شرق مكة واخذ علومه عن طريق مسجد القرية وبعدها انتقل إلى حلقات العلم بالمسجد الحرام بمكة المكرمة تعلم الفروسية بسن مبكرة.

## مناصبه
- عين قائدا لكتيبة امن الحج في 21 شوال سنة 1337هـ في عهد حسين بن علي.[3]
- عين قائدا للوحدة الخاصة من قبل الحسين بن علي لمساعدة الأمير فيصل بن حسين بن علي بمعركة ميسلون عام 1920.[4]

## وفاته
توفي بأحد المعارك بشرق مكة ضد سلطان بن بجاد عام 1924 قبل فك حصار مكة.